# 鹿児島市立武岡台小学校
鹿児島市立武岡台小学校（かごしましりつ たけおかだいしょうがっこう 英語: Takeokadai Elementary School）は、鹿児島県鹿児島市武岡六丁目にある市立小学校。

## 沿革
- 1989年（平成元年） - 武岡小学校から分離し開校
- 1999年（平成11年） - 武岡台の森開設